# Hot Lava
Hot Lava est un jeu vidéo d'action-aventure développé et publié par Klei Entertainment. Annoncé en 2016, son développement a été commencé par Mark Laprairie avant qu'il soit embauché par Klei Entertainment.

## Système de jeu
Hot Lava est un jeu vidéo d'aventure à la première personne. Le joueur contrôle le personnage alors qu'il saute, court au mur et se balance d'objet en objet. Le jeu reprend les codes du parkour.

## Développement et publication
La bande-annonce officielle de Hot Lava a été publiée le 29 août 2016. Les bêta tests préliminaires ont été mis à disposition temporairement.

## Réception

### Pré-version
De nombreux journalistes de jeux vidéo ont comparé Hot Lava à Mirror's Edge, un autre jeu vidéo basé sur le parkour.